# Bainbridge Island
Bainbridge Island es una ciudad ubicada en el condado de Kitsap en el estado estadounidense de Washington. En el año 2000 tenía una población de 22.308 habitantes y una densidad poblacional de 284,0 personas por km².

## Geografía
Bainbridge Island se encuentra ubicada en las coordenadas 47°39′19″N 122°32′6″O / 47.65528, -122.53500.

## Demografía
Según la Oficina del Censo en 2000 los ingresos medios por hogar en la localidad eran de $88.243, y los ingresos medios por familia eran $108.605. Los hombres tenían unos ingresos medios de $65.853 frente a los $42.051 para las mujeres. La renta per cápita para la localidad era de $37.482. Alrededor del 4,4% de la población estaban por debajo del umbral de pobreza.